# Spigno Saturnia
Spigno Saturnia – miejscowość i gmina we Włoszech, w regionie Lacjum, w prowincji Latina.
Według danych na rok 2004 gminę zamieszkiwały 2662 osoby, 70,1 os./km².